# Jordi Martí Monllau
Jordi Martí Monllau   (Tortosa, 1967) és un filòsof i sociolingüista català. És conegut per reclamar a les persones catalanoparlants una actitud activa en la defensa de l'idioma davant la situació d'«injustícia» a què ha de fer front la llengua catalana en els marcs legislatius espanyol i francès. Martí reivindica l'aplicació del «principi de territorialitat» com a via per a garantir els drets lingüístics dels catalanoparlants en els territoris on el català és llengua pròpia.

## Obra publicada
- Devolució.  Barcelona: Biblioteca Núvol, 2023.[4]
- Llengua i identitat nacional. Per un nou discurs lingüístic als Països Catalans.  Barcelona: Edicions del 1979, 2023. ISBN 978-84-123255-4-6.[5]
- El mite del bilingüisme.  Barcelona: Edicions del 1979, 2025. ISBN 978-84-12818-1-8-5.[6]